# Амбарканта
Амбарка́нта (кв. Ambarkanta) — эссе Дж. Р. Р. Толкина о строении Средиземья. Издано в составе сборника «История Средиземья», вышедшего под редакцией Кристофера Толкина, в IV томе «Устроение Средиземья». Само слово «Амбарканта» означает «форма мира (земли)».

## Краткое описание
«Амбарканта» написана от имени Румила, вымышленного персонажа, эльфа из племени Нолдор, создателя алфавита. «Амбар» на квенья означает «земля».
В состав Амбарканты входят космологические эссе, описывающие строение Средиземья, а также карты и диаграммы, иллюстрирующие эссе. Толкин использует классические мифологические образы мировых стен, океана, гор, но объединяет их в целостную систему. Всем объектам он даёт эльфийские названия.